# Tegera Arena

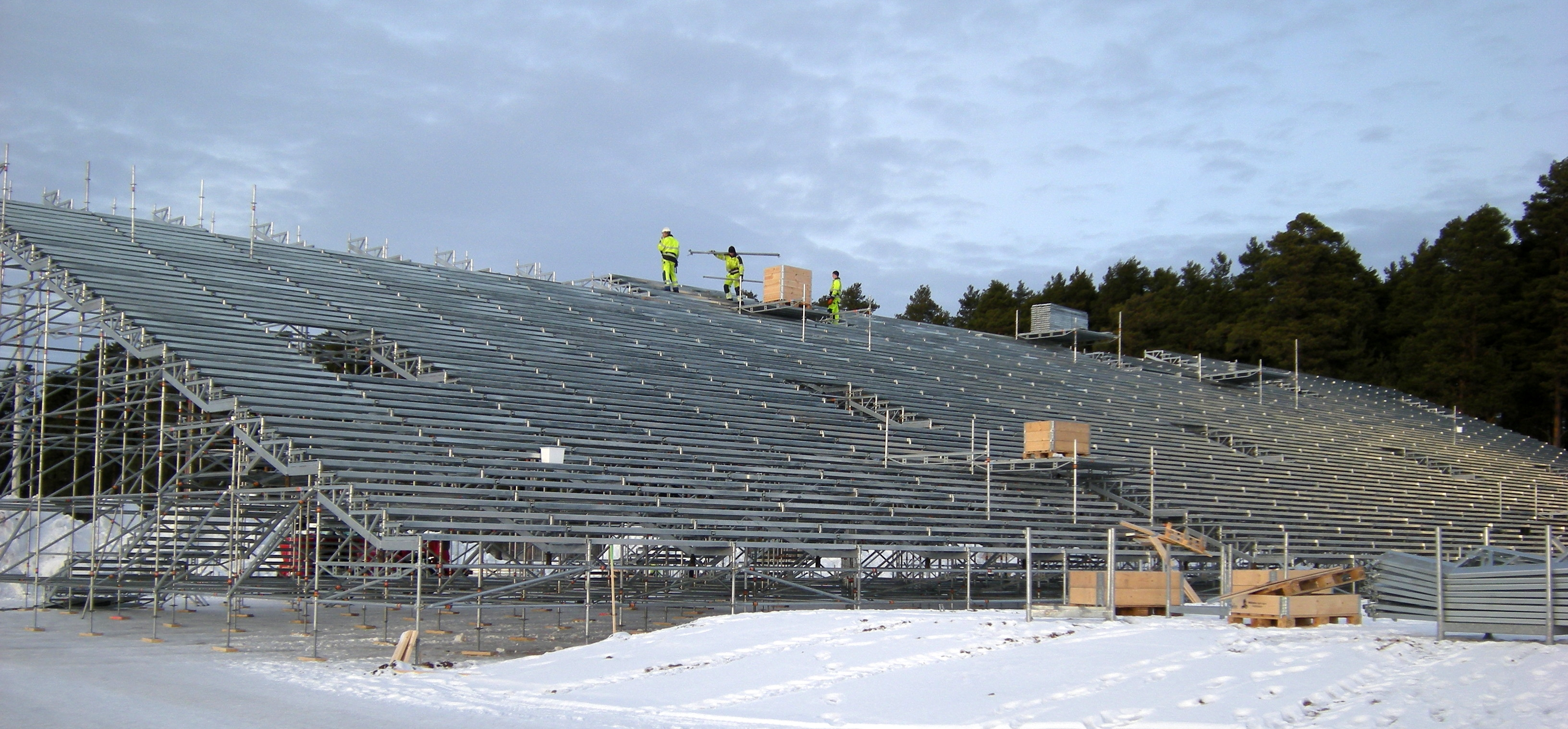
Den tillfälliga utomhusarenan Villa Långbers arena.

Tegera Arena, tidigare Ejendals Arena, är en idrotts- och evenemangsarena i Leksand, där ishockeylaget Leksands IF spelar sina hemmamatcher.

## Tegera Arena
Bygget av den nya arenan, meddelades den 27 april 2004. Bygget inleddes den 5 juli samma år, och första ishockeymatchen i arenan spelades den 3 oktober 2005 då Leksands IF förlorade med 3–4 mot Linköping HC Elitserien. Arenan invigdes officiellt av Dalarna läns landshövding Ingrid Dahlberg den 11 november 2005.
Bygget kostade 129 miljoner kronor och utfördes av Peab. Tegera Arena ägs helt av Leksands IF Fastighets AB som är ett dotterbolag till Leksands IF. Fram till hösten 2010 var namnet Ejendals Arena, efter huvudsponsorn Ejendals, men ändras till Tegera Arena efter Ejendals önskemål.
Utöver ishockeyn har arenan varit värd för ett antal stora konserter och andra slags evenemang. Till exempel en deltävling av Melodifestivalen 2006, 2009, 2012 och 2019, Juniorvärldsmästerskapet i ishockey 2007.
Som flest har Tegera Arena tagit in 8017 personer. Detta skedde under "derbymatchen" mellan Leksand och Mora IK den 6 januari 2006. Ett rekord som aldrig kommer att kunna slås, i varje fall inte med arenans nuvarande utformning. Brandskyddsbestämmelser, tagna efter detta datum, sätter stopp för detta. Dess maximala publikkapacitet vid ishockey är numera satt till 7650 personer.  Vid konserter och andra scen evenemang har arenan en publikkapacitet på 6 500 sittande.

## Clas Ohlson Foundation Arena

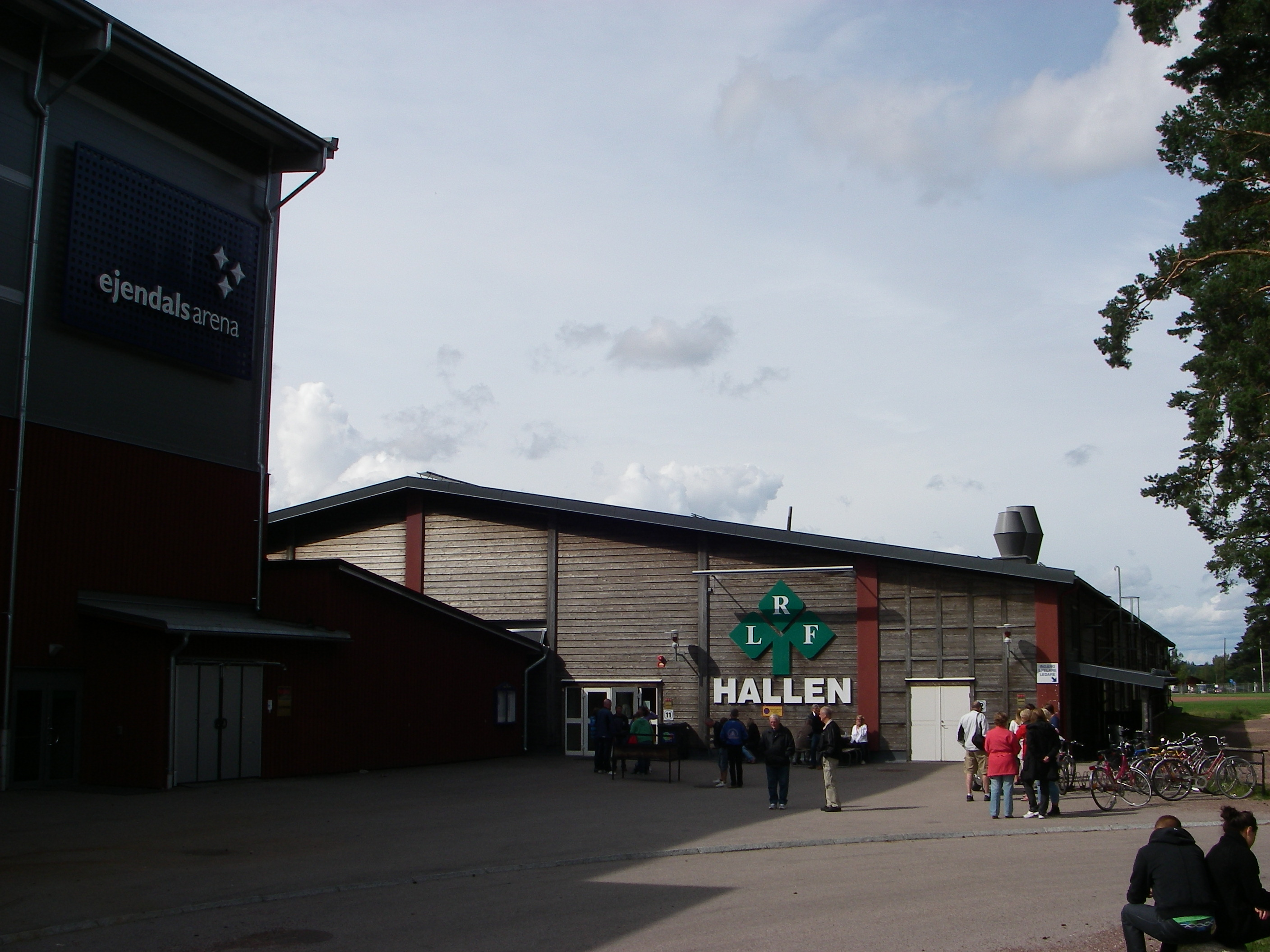
Clas Ohlson Foundation Arena, vid tiden för fotot kallad LRF-hallen.

Clas Ohlson Foundation Arena är en ishall som är sammanbygd med Tegera Arena. Hallen färdigställdes 2004 och används av ungdoms- och juniorlag i Leksand. Läktarna rymmer ungefär 300 personer. Hallen hette fram till 2022 Weda skog arena, innan dess till 2017 hete hallen LRF-hallen. Från och med augusti 2022 heter den Clas Ohlson Foundation Arena.

## Drömmarnas Arena

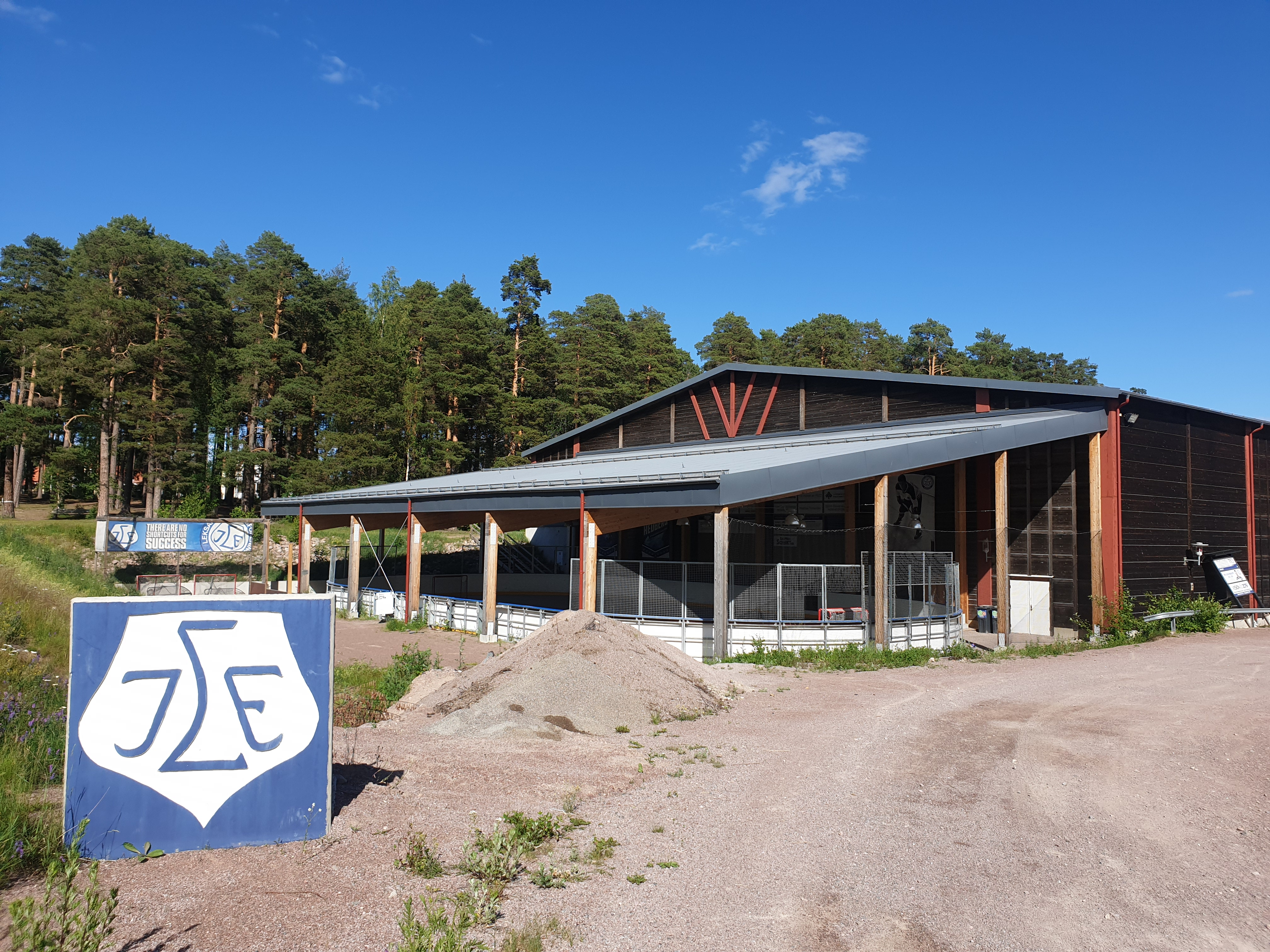
Drömmarnas arena, 2019.

Drömmarnas Arena är en tillbyggnad på Weda Skog Arena med en mindre rink för ishockey och inlinehockey. Rinken ligger under tak men är öppen och tillgänglig för träning för alla. Bygget av Drömmarnas Arena inleddes 2012 och färdigställdes 2014. Initiativtagare till bygget var Niklas Eriksson och bland sponsorerna finns bland annat Johan Hedberg. Rinken brann dock ned 16 April 2020.